# Legbatterij
Een legbatterij is een plaats waar op grote schaal kippen zijn gehuisvest met drie tot vijf dieren in een kooi. In zo'n kooi hebben de individuele dieren een oppervlakte van minstens 550 cm² ter beschikking. Legbatterijen zijn omstreden; er zijn mensen die het houden van kippen in legbatterijen wreed vinden en het beschouwen als dierenmishandeling. De meeste supermarkten verkopen dan ook geen consumptie-eieren die afkomstig zijn van legbatterijen. De meeste eieren uit de legbatterijen zijn bedoeld voor de levensmiddelenindustrie of voor de export. Sinds 2012 zijn legbatterijen in de Europese Unie verboden. De meeste legbatterijen zijn vervangen door het zogenaamde verrijktekooisysteem en door het systeem van koloniehuisvesting. In de Nederlandse supermarkten vindt men nog eieren uit legbatterijen terug in producten als sauzen en banket.

## Voor- en nadelen van legbatterijen

Achttien hennen per vierkante meter

Naast de mensen die tegen legbatterijen zijn, zijn er ook mensen die er voorstanders van zijn. Hier een kleine opsomming van voor- en nadelen van dit systeem:

### Voordelen
- Lage kostprijs per ei:
  - Weinig oppervlakte per dier en de mogelijkheid de kooien tot 7 hoog te stapelen zorgen voor lage grondkosten.
  - Doordat de dieren niet buiten de pluimveeschuren komen, is de verspreiding van ziekten kleiner.

### Nadelen
- Slecht voor het dierwelzijn:
  - Doordat dieren op een klein oppervlakten worden gehouden kunnen de dieren slecht of geen natuurlijk gedrag vertonen.
  - Doordat de dieren zich niet natuurlijk kunnen gedragen gaan ze stereotiep gedrag vertonen.
  - Ontstaan van pootgebreken zoals open voetzolen en verlammingen.
  - De dieren pikken uit verveling zichzelf en elkaar helemaal kaal.

## Kooi-ei
Kooi-ei of batterij-ei is de naam voor een ei dat gelegd is door een hen die is gehuisvest in een legbatterij of kooi. In België moet er op de eieren gedrukt staan of het kooi-eieren zijn. In plaats van dit mag men ook de eicode op het ei drukken. In Nederland is dit registratienummer verplicht. Bij een kooi-ei moet het eerste cijfer een 3 zijn. De meeste supermarkten verkopen geen kooi-eieren meer. Tussen de verschillende soorten eieren is er een nauwelijks op te merken smaak- of geurverschil.